# Likwidus
Likwidus – linia lub powierzchnia na wykresie fazowym, na której zaczyna się przemiana cieczy w ciało stałe (koniec tej przemiany określa solidus). Po jednej stronie tej granicy znajduje się ciecz, a po drugiej dwie fazy: ciało stałe (kryształy soli lub metalu) i roztwór nasycony (ciekły lub stały) względem składników fazy stałej. Likwidus jest linią dla układów dwuskładnikowych, a powierzchnią dla układów trójskładnikowych.